# Sinepalpigramma longiciliatum
Sinepalpigramma longiciliatum är en stekelart som beskrevs av Gennaro Viggiani och Pinto 2004. Sinepalpigramma longiciliatum ingår i släktet Sinepalpigramma och familjen hårstrimsteklar.
Artens utbredningsområde är:
- Colombia.
- Costa Rica.
- Guatemala.
- Panama.
- Venezuela.

Inga underarter finns listade i Catalogue of Life.